# Dmitri Chochlov
Dmitri Valerjevitsj Chochlov (Russisch: Дми́трий Вале́рьевич Хохло́в) (Krasnodar, 22 december 1975) is een Russisch voormalig voetballer die doorgaans als middenvelder speelde. Nadien werd hij trainer. Van 1997 tot en met 1999 speelde hij in de Nederlandse eredivisie voor PSV.

## Clubcarrière
Chochlov begon met voetbal bij Kuban Krasnodar (Krasnodar) en werd op zijn zestiende opgemerkt door CSKA Moskou-coach Gennadi Kostylev, maar hij wilde aanvankelijk niet naar Moskou vanwege zijn opleiding. Hij speelde er vervolgens toch vier seizoenen onder trainer Aleksandr Tarchanov, die hij achterna ging toen die naar stadgenoot Torpedo Moskou vertrok. Dick Advocaat haalde hem vervolgens naar PSV, waar een half jaar later landgenoot Joeri Nikiforov zijn ploeggenoot werd. Toen Advocaat vervangen werd door Eric Gerets, verloor Chochlov zijn plaats in Eindhoven. De speler en coach lagen geregeld met elkaar overhoop in de pers.
Voor PSV speelde de Rus elf wedstrijden in de UEFA Champions League. Hij scoorde daarin tegen 1. FC Kaiserslautern (1-2 verlies), Benfica (2-2 gelijk) en FC Bayern München (2-1 verlies).
Chochlov ging van PSV naar Real Sociedad, waarmee hij in 2003 op de tweede plaats in de Primera División eindigde, achter Real Madrid. Zijn contract werd dat jaar niet verlengd: in Spanje mochten clubs vanaf het daaropvolgende seizoen drie buitenlandse spelers in dienst hebben en Sociedad had er op dat moment vier. Chochlov keerde terug naar Rusland. Hoewel Russisch bondscoach Guus Hiddink hem in 2006 probeerde over te halen terug te keren in de nationale ploeg (waar hij in 2005 gestopt was), zag hij hier geen heil in, omdat hij zich volledig op Dinamo Moskou wilde concentreren.

## Voetbalcoach
In augustus 2012 nam Chochlov ad interim het roer over bij Dinamo Moskou, nadat Sergej Silkin zijn ontslag indiende na drie nederlagen achter elkaar. Hij was daar tot op dat moment al assistent-coach. Hij bleef tot 2015 bij de club als trainer van het tweede team.
Chochlov werd in juni 2015 aangesteld als coach van FK Koeban Krasnodar. Hier volgde hij Leonid Kuchuk op. Drie maanden na zijn aanstelling werd hij ontslagen. Hij keerde begin 2017 terug bij Dynamo Moskou als trainer van het tweede team. Al snel werd hij aangesteld als hoofdtrainer van het eerste elftal. In oktober 2019 stapte hij op. Chochlov trainde van mei tot november 2021 FK Rotor Volgograd.

## Interlandcarrière
Chochlov was van 1996 tot en met 2005 international van het Russische nationale voetbalteam. Daarvoor speelde hij 53 wedstrijden, waaronder op het WK voetbal 2002. Hij scoorde zes keer. Chochlov debuteerde voor Rusland op 16 juni 1996, in de wedstrijd Rusland - Duitsland (0-3). Hij maakte deel uit van de Russische selectie op het Europees kampioenschap voetbal 1996 en het Wereldkampioenschap voetbal 2002.

## Privé
Chochlov groeide grotendeels op zonder zijn vader, die zijn gezin verliet toen hij vier jaar oud was. Vervolgens vervulden vooral Chochlovs opa en zijn eerste voetbalcoach Michail Vasiljevitsj Afonin de vaderrol in zijn leven. In 1993, nog voor zijn achttiende verjaardag, kregen Chochlov en zijn vriendin Oeljana (eveneens nog geen achttien) een dochtertje.